# Província de Malatya
La província de Malatya és una província de Turquia. És part d'una àrea muntanyosa més gran. La capital de la província és Malatya (en hitita: Milid o Maldi, significa 'ciutat de mel'). Malatya és famosa pels seus albercocs.

## Districtes
La província de Malatya es divideix en 14 districtes (el districte de la capital apareix en negreta):
- Akçadağ
- Arapkir
- Arguvan
- Battalgazi
- Darende
- Doğanşehir
- Doğanyol
- Hekimhan
- Kale
- Kuluncak
- Malatya
- Pütürge
- Yazıhan
- Yeşilyurt

## Llocs d'interès
- Arslantepe, construïda sobre la ciutat hitita de Melid.
- Universitat d'İnönü (des del 1975).
- Centre mèdic Turgut Özal (a la Universitatn d'İnönü).
- Aeroport de Malatya Erhaç (tant per a vols civils com militars).
- Eskimalatya (antic centre de la ciutat, lloc molt històric).